# صلاح بوسريف
صلاح بوسريف (مواليد 1958 بمدينة الدار البيضاء)، هو شاعر وكاتب مغربي.

## مسيرته
ولد بمدينة الدار البيضاء في عام 1958، حاصل على شهادة الدكتوراه في اللغة العربية وآدابها، في موضوع الكتابة في الشعر العربيّ المعاصر. درس إلى جانب الأدب، التاريخَ القديمَ ببغداد. رئيس سابق لاتحاد كتّاب المغرب، فرع الدار البيضاء. عضو مُؤسِّس لـ «بيت الشعر» في المغرب وعضو أيضا في المنتدى العالميّ للشعر.

## مؤلفاته
أصدر العديد من المجموعات الشعرية والدراسات النقدية:
- فاكهة الليل (1994).
- على إثر سماء (1997).
- ديوان الشعر المغربيّ المعاصر (بالاشتراك مع الشاعر مصطفى النيسابوري، 1998).
- شجر النوم (2000).
- نتوءات زرقاء (2002).
- حامل المرآة (2006).
- شهوات العاشق (2006).
- المثقف المغربي: بين رهان المعرفة ورهانات السلطة (2014).
- لا يقين في الغابة (2015).
- رفات جلجامش (2017).
- يا هذا تكلم لأراك (2018).
- كوميديا العدم (2022).[2]

## جوائز
- جائزة المغرب للكتاب – فئة الشعر 2018، عن ديوانه «رُفات جلجامش».[3]

## روابط خارجية
- صفحة صلاح بوسريف على موقع goodreads.com
- صلاح بوسريف على فايسبوك
- صلاح بوسريف: تشريح المثقف المغربي